# Machimus armeniacus
Machimus armeniacus är en tvåvingeart som beskrevs av Richter 1963. Machimus armeniacus ingår i släktet Machimus och familjen rovflugor. Inga underarter finns listade i Catalogue of Life.